# Paul Hall
Paul Hall   (Manchester, 3 de juliol de 1972) és un exfutbolista jamaicà de la dècada de 1990. Fou 48 cops internacional amb la selecció de Jamaica. Pel que fa a clubs, destacà a Coventry City FC, Port Vale, Sheffield United FC, i Walsall. Un cop retirat, fou entrenador. Actualment és l'entrenador de la selecció de Jamaica.